# Microplástico

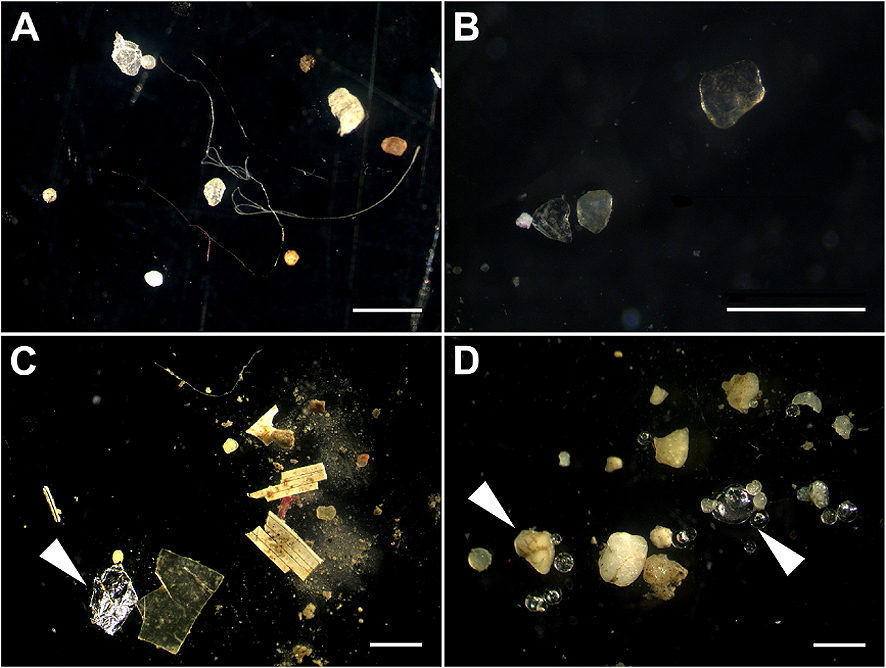
Microplásticos em sedimentos de quatro rios na Alemanha. Observe as diversas formas indicadas pelas setas brancas. (As barras brancas representam 1 mm de escala.)

Os microplásticos são definidos como partículas sólidas baseadas em polímeros com comprimento menor que 5 mm, de acordo com a Administração Oceânica e Atmosférica Nacional, dos EUA (NOAA). Nota-se que, ainda que não haja nenhum tipo de limitação ao tamanho dos microplásticos, cientistas estão começando a classificar microplásticos de menos que alguns micrômetros como nanoplásticos, uma vez que estes são especialmente difíceis de se isolar e detectar por métodos tradicionais. Eles entram em ecossistemas naturais de uma variedade de fontes, incluindo, mas não se limitando, a cosméticos, roupas e processos industriais.
Existem dois tipos de microplásticos. Os microplásticos primários são quaisquer fragmentos de plástico ou partículas que tenham já 5.0 mm de tamanho ou menos antes de entrarem no ambiente. Estas incluem microfibras de roupas, microesferas e esferas de plástico resultantes do fabrico de peças plásticas muito maiores (que se perdem ou durante o processo de fabrico ou no transporte). Os microplásticos secundários são os criados a partir da degradação de produtos plásticos maiores quando entram no ambiente, por meio do desgaste por ação do tempo e dos elementos. Essas fontes de microplásticos secundários incluem garrafas de água e refrigerante, redes de pesca e sacos plásticos. Ambos os tipos são reconhecidos por persistirem no ambiente em níveis elevados, particularmente em ecossistemas aquáticos e marinhos.
Além disso, os plásticos degradam-se muito lentamente, ao longo de centenas, senão milhares de anos. Isso aumenta a probabilidade de os microplásticos serem ingeridos, incorporados e acumulados nos corpos e tecidos de muitos organismos. Todo o ciclo e movimento de microplásticos no ambiente ainda não é conhecido, assim como os efeitos que causam nos animais, entretanto, está é uma área que ainda está sendo largamente estudada e a cada dia, os cientistas chegam mais próximos de entender as complexas consequências que esses materiais trazem aos animais.

## Classificação
O termo “microplásticos” foi introduzido pelo biólogo marinho, diretor e professor da Universidade de Plymouth, na Inglaterra, Richard Thompson. Esses materiais são comuns hoje em dia, um estudo realizado em 2015 detectou que 60% da produção mundial de plástico é descartada no meio ambiente, isto é, 4,9 bilhões de toneladas.

### Microplásticos primários
Microplásticos primários são pequenos pedaços de plásticos que são manufaturados com um propósito. Eles normalmente são usados em cosméticos, substituindo os produtos naturais (amêndoas e aveia principalmente) e em tecnologias de jatos de ar, contendo acrílico ou poliéster para remover pinturas e ferrugem. Em alguns casos, podem ser usados na medicina como vetores para remédios. Quando esses materiais são usados em larga escala até a saturação de suas funções, normalmente contaminam-se com metais pesados, como Cádmio, Crômio e Chumbo.

### Microplásticos secundários
Pequenos pedaços de plásticos derivados da fragmentação de resíduos de plásticos maiores são chamados de microplásticos secundários. Esses resíduos podem ser fragmentados de diversas maneiras, algumas das mais comuns são degradação por exposição à luz, degradação fotoquímica, ou através de processos químicos e biológicos, há depender do tempo em que são expostos, podem chegar a tamanhos não visíveis a olho nu, já foram encontrados pedaços com diâmetros de 1,6 micrómetros.

### Nanoplásticos
Nanoplásticos normalmente são pedaços menores que 1 μm (1.10⁻⁶ m), devido ao seu tamanho, eles são capazes de atravessar a membrana celular e afetar o funcionamento da célula. Plásticos são lipofílicos e alguns modelos mostram que nanoplásticos de polietileno podem ser incorporados na bicamada lipídica hidrofóbica.

#### Nanoplásticos e animais
Alguns estudos afirmam que os nanoplásticos são capazes de atravessar a membrana epitelial de peixes acumulando-se nos órgãos desses animais, como por exemplo o pâncreas e o cérebro. Em peixes-zebras, o poliestireno pode induzir mudanças na concentração de glicose e cortisol no organismo, gerando respostas de estresse. Em dáfnias, poliestireno pode induzir respostas de defesa de estresse, como a produção de espécies reativas de oxigênio (ROS) e afetar o sistema antioxidante mediador-MAPK-HIF-1/NFkB. Entretanto ainda sabe-se muito pouco sobre a influência desses materiais no corpo humano.

### Estações de tratamento de esgoto
Estações de tratamento de esgoto removem agentes contaminantes de águas residuais, principalmente do esgoto doméstico, usando vários processos físicos, químicos e biológicos. A maioria das estações em países desenvolvidos possuem estágios de tratamento primário e secundário. No estágio primário de tratamento, processos físicos são empregados para remover óleos, areia e outros sólidos grandes usando filtros convencionais, clarificantes e tanques de sedimentação. O tratamento secundário utiliza processos biológicos envolvendo bactérias e protozoários para quebrar a matéria orgânica. As tecnologias secundárias comuns são sistemas de lodo ativado, filtros de gotejamento e pântanos construídos. O estágio opcional de tratamento terciário pode incluir processos para remoção de nutrientes (nitrogênio e fósforo) e desinfecção. Microplásticos foram detectados em ambos os estágios primário e secundário das estações.
Um estudo inovador de 1998 sugeriu que fibras de microplásticos seriam um indicador persistente de lamas de esgoto e emissários de estações de tratamento de águas residuais. Um estudo estimou que cerca de uma partícula por litro de microplásticos está sendo liberada de volta para o meio ambiente, com uma eficiência de remoção de aproximadamente 99.9%. Um outro estudo, de 2016, mostrou que a maioria dos microplásticos são, na verdade, removidos durante o estágio primário de tratamento, onde a escumação sólida e sedimentação de lodo são usados. Quando essas estações de tratamento estão funcionando corretamente,  a contribuição dos microplásticos para os oceanos e ambientes aquáticos superficiais das estações de tratamento não é desproporcionalmente grande.
O lodo de esgoto é usado como fertilizante do solo em alguns países, o que expõe os plásticos contidos no lodo ao clima, luz solar e outros fatores biológicos, causando fragmentação. Como resultado, os microplásticos desses biossólidos frequentemente acabam em bueiros e eventualmente em corpos d'água. Além disso, alguns estudos mostram que microplásticos conseguem passar intactos pelos processos de filtração em algumas estações de tratamento. De acordo com um estudo feito no Reino Unido, amostras retiradas de locais de disposição de lodo de esgoto nas costas de seis continentes continham, em média, uma partícula de microplástico por litro. Uma quantidade significativa dessas partículas era de fibras de roupas de provenientes de máquinas de lavar.

### Pneus de carro e caminhão
O desgaste dos pneus contribui significativamente para o fluxo de (micro)plásticos para o meio ambiente.  As estimativas de emissões de microplásticos para o meio ambiente na Dinamarca estão entre 5.500 e 14.000 toneladas métricas (6.100 e 15.400 toneladas) por ano. Os microplásticos secundários (por exemplo, pneus de carros e caminhões ou calçados) são mais importantes do que os microplásticos primários em duas ordens de magnitude. A formação de microplásticos a partir da degradação de plásticos maiores no meio ambiente não é considerada no estudo.
A estimativa de emissão per capita varia de 0,23 a 4,7 kg / ano, com média global de 0,81 kg / ano. As emissões dos pneus do carro (100%) são substancialmente mais altas do que as de outras fontes de microplásticos, por exemplo, pneus de avião (2%), grama artificial (12-50%), desgaste do freio (8%) e marcações rodoviárias (5 %). As emissões e vias dependem de fatores locais, como tipo de estrada ou sistemas de esgoto. A contribuição relativa do uso e desgaste de pneus para a quantidade global total de plásticos que acabam em nossos oceanos é estimada em 5 a 10%. No ar, estima-se que 3-7% do material particulado (PM2.5) consista em desgaste e rasgo de pneus, indicando que isso possa contribuir para o problema de saúde global relacionado à poluição do ar, que foi projetado pela Organização Mundial da Saúde (OMS) para resultar em 3 milhões de mortes em 2012. O desgaste também entra em nossa cadeia alimentar, mas mais pesquisas são necessárias para avaliar os riscos à saúde humana.

### Indústria de cosméticos
Algumas empresas substituíram esfoliantes naturais por microplásticos, geralmente na forma de "microesferas" ou "microesfoliantes". Esses produtos são normalmente compostos de polietileno, um componente comum dos plásticos, mas também podem ser fabricados a partir de polipropileno, tereftalato de polietileno (PET) e náilon. Eles são freqüentemente encontrados em produtos de limpeza facial, sabonetes para as mãos e outros produtos de cuidados pessoais; as esferas normalmente são lavadas e vão para o sistema de esgoto imediatamente após o uso. Seu tamanho pequeno impede que sejam totalmente retidos pelas telas de tratamento preliminar nas estações de tratamento de águas residuais, permitindo assim que alguns entrem nos rios e oceanos. Na verdade, as estações de tratamento de águas residuais removem apenas uma média de 95–99,9% das microesferas devido ao seu design pequeno. Isso deixa uma média de 0-7 microesferas por litro sendo descarregadas Considerando que uma estação de tratamento descarrega 160 trilhões de litros de água por dia, cerca de 8 trilhões de microesferas são lançadas nos cursos d'água todos os dias. Esse número não leva em conta o lodo de esgoto que é reutilizado como fertilizante após o tratamento de águas residuais que ainda contém essas microesferas.
Isso também é um problema a nível doméstico porque foi estimado que cerca de 808 trilhões de esferas por família são descartadas em um único dia seja devido a esfoliantes cosméticos, sabonete líquido, pasta de dentes ou outras fontes. Embora muitas empresas tenham se comprometido a eliminar o uso de microesferas em seus produtos, de acordo com pesquisas, existem pelo menos 80 produtos diferentes para esfoliantes faciais que ainda estão sendo vendidos com microesferas como componente principal. Isso contribui para a descarga de 80 toneladas métricas de microesferas por ano apenas no Reino Unido, o que não só tem um impacto negativo sobre a vida selvagem e a cadeia alimentar, mas também sobre os níveis de toxicidade, já que foi comprovado que microesferas absorvem produtos químicos perigosos, como pesticidas e hidrocarbonetos aromáticos policíclicos. A proposta de restrição da European Chemical Agency (ECHA) e os relatórios do UNEP e Tauw sugerem que existem mais de 500 ingredientes a base de microplásticos que são amplamente usados em cosméticos e produtos de higiene pessoal.

### Roupas
Estudos demonstraram que muitas fibras sintéticas, como poliéster, náilon, acrílicos e elastano, podem ser removidas das roupas e persistir no ambiente. Cada peça de roupa em um cesto de lavanderia pode desprender mais de 1.900 fibras de microplásticos, sendo as lãs as que liberam a maior porcentagem de fibras, mais de 170% a mais do que outras roupas. Para uma carga de lavagem média de 6 kg, mais de 700.000 fibras podem ser liberadas por lavagem.
Os fabricantes de máquinas de lavar também revisaram pesquisas para saber se os filtros das máquinas de lavar podem reduzir a quantidade de microfibra que precisam ser tratadas em estações de tratamento de água.
Descobriu-se que essas microfibras persistem ao longo da cadeia alimentar, do zooplâncton a animais maiores, como as baleias. A fibra primária que persiste em toda a indústria têxtil é o poliéster, uma alternativa barata ao algodão que pode ser facilmente fabricada. No entanto, esses tipos de fibras contribuem muito para a persistência de microplásticos em ecossistemas terrestres, aéreos e marinhos. O processo de lavagem faz com que as roupas percam, em média, mais de 100 fibras por litro de água. Isso tem sido associado a efeitos na saúde possivelmente causados pela liberação de monômeros, corantes dispersivos, mordentes e plastificantes da fabricação. A ocorrência desses tipos de fibras em residências demonstrou representar 33% de todas as fibras em ambientes internos.
As fibras têxteis foram estudadas em ambientes internos e externos para determinar a exposição humana média. A concentração interna foi encontrada em 1,0-6,.0 fibras / {\displaystyle m^{3}}, enquanto a concentração externa foi muito mais baixa: 0,3-1,5 fibras / {\displaystyle m^{3}}. A taxa de deposição em ambientes fechados foi de 1586-11.130 fibras por dia / {\displaystyle m^{3}}, que se acumulou em cerca de 190-670 fibras / mg de poeira. A maior preocupação com essas concentrações é que elas aumentam a exposição de crianças e idosos, o que pode causar efeitos adversos à saúde.

### Indústria
A fabricação de produtos plásticos utiliza grânulos e pequenos grânulos de resina como matéria-prima. Nos Estados Unidos, a produção aumentou de 2,9 milhões de pelotas em 1960 para 21,7 milhões de pelotas em 1987. Por meio do derramamento acidental durante o transporte terrestre ou marítimo, o uso inadequado como materiais de embalagem e o fluxo direto de estações de processamento, essas matérias-primas podem entrar nos ecossistemas aquáticos. Em uma avaliação das águas suecas usando uma malha de 80 µm, KIMO Sweden encontrou concentrações típicas de microplástico de 150–2,400 microplásticos por {\displaystyle m^{3}}; num porto adjacente a uma instalação de produção de plástico, a concentração era de 102,000 por {\textstyle m^{3}}.
Muitos locais industriais, nos quais plásticos brutos convenientes são frequentemente usados, estão localizados próximos a corpos d'água. Se derramados durante a produção, esses materiais podem entrar no ambiente circundante, poluindo as vias navegáveis.“Mais recentemente, a Operação Cleansweep, uma iniciativa conjunta do American Chemistry Council e da Society of the Plastics Industry, tem como objetivo que as indústrias se comprometam com não haver perda de pelotas durante suas operações”. De modo geral, há uma falta significativa de pesquisas voltadas para indústrias e empresas específicas que contribuem para a poluição por microplásticos.

### Indústria de pesca
Pesca recreativa e comercial, embarcações marítimas e indústrias marítimas são todas fontes de plástico que podem entrar diretamente nos ambientes marinhos, representando um risco para a biota tanto na forma de macroplásticos, quanto como microplásticos secundários após degradação de longo prazo.
Detritos marinhos observados em praias também surgem do encalhe de materiais carregados até a costa e correntes oceânicas. Equipamentos de pesca são uma forma de detrito plástico de origem marinha. Equipamentos descartados ou perdidos, incluindo linhas de monofilamentos de plástico e redes de náilon, são tipicamente flutuantes de forma neutra e podem, portanto, flutuar em profundidades variáveis nos oceanos.
Vários países relataram que microplásticos provenientes da indústria e de outras fontes vêm se acumulando em diferentes tipos de frutos do mar. Na Indonésia, 55% das espécies de peixe possuíam evidências de detritos industriais similares aos da América do Norte, que relatou 67%. Contudo, a maioria dos detritos na Indonésia eram plásticos, enquanto na América do Norte, a maioria era composta por fibras sintéticas encontradas em roupas e em alguns tipos de redes. A sugestão do fato de que os peixes estão sendo contaminados com microplásticos é que esses plásticos e seus produtos químicos se bioacumularão na cadeia alimentar.
Um estudo analisou o produto químico derivado do plástico denominado éteres difenílicos polibromados (PBDEs) nos estômagos de bobos-de-cauda-curta. Foi descoberto que um quarto dos pássaros possuía congêneres de bromação alta que não são naturalmente encontrados em suas presas. No entanto, o PBDE entrou no sistema das aves através do plástico que foi encontrado em seus estômagos. Portanto, não são apenas os plásticos que estão sendo passados através da cadeia alimentar, mas também os produtos químicos derivados desses plásticos.

### Embalagens e Remessas
O transporte marítimo tem contribuído significativamente para a poluição marinha. Algumas estatísticas indicam que, em 1970, as frotas de navegação comercial em todo o mundo despejaram mais de 23.000 toneladas de resíduos plásticos no ambiente marinho. Em 1988, um acordo internacional (MARPOL 73/78, Anexo V) proibiu o despejo de lixo de navios no ambiente marinho. Nos Estados Unidos, A Lei de Pesquisa e Controle de Poluição de Plástico Marinho de 1987 proíbe o descarte de plástico no mar, incluindo de navios da Marinha. Todavia, o transporte marítimo continua a ser uma fonte dominante de poluição por plástico, tendo contribuído com cerca de 6,5 milhões de toneladas de plástico no início dos anos 1990.
Pesquisas mostraram que aproximadamente 10% do plástico encontrado nas praias do Havaí são  “nurdles”. Em um incidente em 24 de Julho de 2012, 150 toneladas métricas de nurdles (sinônimo para microplásticos) e outros materiais brutos do plástico foram derramados de um navio de transporte ao largo da costa perto de Hong Kong, após uma grande tempestade.
Foi relatado que esses resíduos da empresa chinesa Sinopec se acumularam em grandes quantidades nas praias. Embora este seja um grande incidente de derramamento, os pesquisadores especulam que acidentes menores também ocorrem e contribuem ainda mais para a poluição marinha de microplásticos.

### Garrafas Plásticas de Água
Em um estudo, 93% da água engarrafada de 11 marcas diferentes apresentou contaminação microplástica. Os pesquisadores encontraram uma média de 325 partículas de microplásticos por litro. Das marcas testadas, as garrafas da Nestlé Pure Life e Gerolsteiner continham a maioria dos microplásticos, com 930 e 807 partículas de microplástico por litro (MPP/L), respectivamente. Os produtos San Pellegrino apresentaram a menor quantidade de densidades microplásticas. Em comparação com a água da torneira, a água das garrafas plásticas continha o dobro de microplástico. Parte da contaminação provavelmente vem do processo de engarrafamento e embalagem da água.

### Coleta de amostras e detecção de microplásticos
A detecção de microplásticos é essencial para o seu monitoramento na busca da diminuição de seus níveis no meio ambiente, no ar e alimentos ingeridos diariamente. Uma opção viável por seu custo baixo e portabilidade (pode ser usado tanto em laboratório quanto no local afetado) é a espectroscopia por  microondas, que se baseia na utilização de ondas eletromagnéticas de comprimento de onda variando entre 1 metro a 1 mm em frequências entre 1 a 10 GHz.

#### Em água
A fim de se estudar a contaminação de ambientes aquáticos quanto os animais ali presentes, a melhor opção pode ser a coleta de amostras de água em tubos que abarcam as profundidades que se deseja estudar. É de se notar que, a distribuição de microplásticos na água varia de acordo com a sua densidade, tamanho e formato.
Uma grande limitação desse método, entretanto, é o fato de que essas distribuições de microplásticos são fortemente influenciadas por ações meteorológicas, como ventos , fatores geográficos e a composição deste meio aquático, por exemplo, a salinidade. A densidade de água salobra e salinizada é de, respectivamente, 1,00 g/cm³ e 1,03 g/cm³, o que implica na maior profundidade de traços de microplástico em águas dulcícolas.

#### Em sedimentos
A distribuição de microplásticos em sedimentos é não homogénea, dada a ação climática de ventos e chuvas (terrestre) ou correntes de água (meio aquático). Dessa maneira, a detecção nesses lugares se torna, de certa forma, comprometida. Para obter resultados satisfatórios é necessário a determinação da profundidade que serão retiradas as amostras para o estudo

## Efeitos nos organismos vivos
Os microplásticos podem acabar por ser incorporados no tecido dos animais através da ingestão ou da respiração. Várias espécies de anelídeos, tais como a Arenicola marina, mostraram ter microplásticos incorporados em seus tratos gastrointestinais. Também muitos crustáceos, como o Carcinus maenas, parecem integrar os microplásticos em seus tratos respiratório e digestivo. Tal como crustáceos e anelídeos, peixes não são capazes de distinguir microplásticos e comida, implicando em sua ingestão. Essa ingestão de plásticos pelo animal confundem seu cérebro, que recebe a informação de ter recebido alimento, gerando um mal funcionamento do corpo.
Organismos que buscam alimento no fundo oceânico, como pepinos do mar, ingerem grandes quantidades de sedimentos . Tem sido demonstrado que quatro espécies de pepinos do mar (Thyonella gemmate, Holothuria floridana, H. grisea e Cucumaria frondosa) ingeriram entre 2 a 20 vezes mais fragmentos de PVC e entre 2 e 138 vezes mais fragmentos de linha de naílon (tanto como 517 fibras por organismo) com base em rácios de grãos de plástico para areia de cada amostra de sedimento. Esses resultados sugerem que os indivíduos podem estar a ingerir seletivamente partículas plásticas. Isso contradiz a tese habitualmente aceite de alimentação indiscriminada dos pepinos-do-mar e pode ocorrer em todos os organismos, supostos alimentadores não seletivos, quando em face dos microplásticos.
Não só peixes e organismos livres podem ingerir microplásticos. Os corais-pétreos , que são construtores de recifes primários, demonstraram ingerir microplásticos em condições de laboratório. Embora os efeitos da ingestão nesses corais não tenham sido estudados, os corais podem facilmente ficar estressados e descoloridos. Demonstrou-se em laboratório que os microplásticos aderem ao exterior dos corais.
O zooplâncton ingere esferas de microplásticos (1,7–30,6 µm) e expulsa matéria fecal contaminada com microplásticos. Juntamente com a ingestão, os microplásticos aderem aos apêndices e ao exoesqueleto do zooplâncton.
Podem ser precisos pelo menos 14 dias para os microplásticos passarem por um animal (em comparação com os períodos normais de digestão de 2 dias), mas o entrelaçamento das partículas nas guelras dos animais pode impedir a eliminação completamente.  Quando animais carregados de microplásticos são consumidos por predadores, os microplásticos são então incorporados nos corpos destes.Como exemplo, cientistas relataram o acúmulo de plástico nos estômagos de peixes-lanterna, que são pequenos filtradores e são a principal presa de peixes como o atum e o espadarte.   Os microplásticos também absorvem poluentes químicos que podem ser transferidos para os tecidos do organismo.  Pequenos animais correm o risco de reduzir a ingestão de alimentos devido à falsa saciedade, podendo morrer de fome ou outros danos físicos provocados por microplásticos.

### Nos seres humanos
A contaminação humana por microplásticos é causada via ingestão de comida, água e pela inalação de ar contaminado com pequenas partículas de microplásticos. Essa contaminação é tóxica para as células humanas (podendo gerar a perda de integridade da membrana plasmática dessas células e, consequentemente, a lise celular), hipersensitividade (ou seja, respostas desproporcionais do sistema imune, podendo causar desconfortos e prejudicar o funcionamento do corpo) e, em casos mais graves de intoxicação, a alta concentração de microplásticos na corrente sanguínea pode vir a causar a hemólise.
O peixe é uma fonte significativa de proteína para a população humana, representando cerca de 6% de toda a proteína consumida globalmente em 2007. Os microplásticos ingeridos por peixes e crustáceos podem ser posteriormente consumidos pelos seres humanos no fim da cadeia alimentar. Num estudo realizado na Universidade Estadual de Nova York, 18 espécies de peixes foram analisadas e todas apresentaram alguma quantidade de plástico nos seus sistemas. Pesquisas adicionais encontraram evidências de que as fibras plásticas  se haviam associado quimicamente a metais, bifenilos policlorados (PCB) e outros contaminantes tóxicos enquanto estavam na água. O complexo metal-microplástico pode então entrar nos seres humanos via consumo.
Ninguém sabe de fato  o que os microplásticos podem fazer quando entram no corpo humano, avisa a toxicologista Rosemary Waring. O perigo possível é tanto maior quanto mais pequenas forem as partículas. Receia-se que possam entrar na corrente sanguínea, ou conseguir penetrar no cérebro. No dia 24 de março de 2022, uma pesquisa divulgada na revista Environmental International revelou que encontrou microplásticos na corrente sanguínea de 22 doadores anônimos. Em Abril de 2022. foi noticiado que pela primeira vez  foram encontrados vários microplásticos nos  pulmões de 13 de 11 pacientes submetidos a cirurgias , sendo os mais comuns o polipropileno e o PET. Os cientistas  estão preocupados porque,  em laboratório,  os microplásticos causam danos às células humanas, e as partículas de poluição no ar já são conhecidas por entrar no corpo e causar milhões de mortes precoces por ano. Um estudo italiano de 2022  encontrou pela primeira vez microplásticos no leite materno, em 26 de 34 amostras; os mais abundantes eram compostos de polietileno, policloreto de vinilo e polipropileno.
A principal preocupação com a saúde humana em relação aos microplásticos é mais direcionada aos diferentes produtos químicos tóxicos e carcinogénicos, usados para fabricar esses plásticos e o que eles podem trazer. Também se pensa que microplásticos podem atuar como um vetor para agentes patogénicos, bem como metais pesados.  Isso se torna preocupante pelo fato de metais pesados, como o chumbo, terem uma forte atração por grupos tióis (-SH), favorecendo seu acoplamento a enzimas e, consequentemente gerando uma alteração conformacional nestas, que gerará um mal (ou até mesmo a inibição) funcionamento da enzima. Mais especificamente, as mulheres grávidas, em particular, correm o risco de ter bebês do sexo masculino com defeitos congênitos, por causa da exposição aos ftalatos que interferem na geração  de dihidrotesterona, que por sua vez é responsável por regular a distância anogenital. A distância anogenital por sua vez é importante na determinação sexual e funciona como um marcador de disruptor endócrino, que pode afetar o desenvolvimento cerebral.
O Bisfenol A (BPA) uma substância muito conhecida, é  usada para endurecer o plástico, e pode causar uma ampla gama de anomalias - doenças cardiovasculares, diabetes tipo 2 e anormalidades nas enzimas hepáticas são alguns distúrbios que podem surgir até mesmo de uma pequena exposição a esse produto químico.
Outro ingrediente perigoso é o Tetrabromobisfenol A (TBBPA),que é um retardador de chama em muitos tipos diferentes de plásticos, como os usados em microcircuitos. Este produto químico tem sido associado a perturbações no equilíbrio das hormonas da tiróide, na função da hipófise e fertilidade.
O  cidadão comum é exposto a microplásticos diariamente,  através dos vários tipos de alimentos incluídos numa dieta normal, como por exemplo o sal. Pesquisadores da China testaram três tipos de amostras de sal de mesa disponíveis em supermercados e descobriram  microplásticos em todos eles. O sal marinho tem as maiores quantidades de microplásticos em comparação com o sal de lagos e o sal de mina. O tipo mais comum de microplástico encontrado nos estudos foi o Politereftalato de etileno (PET). O PET é comumente utilizado na produção de garrafas de água, suco e refrigerantes, em altas temperaturas, o PET lança grandes quantidades de antimônio que, quando ingerido, pode causar irritação respiratória, pneumoconiose, arritmias cardíacas e sintomas gastrointestinais.
Segundo reportado por “Human Consumption of Microplastics”, uma pessoa, em média, ingere pelo menos 50.000 partículas de microplásticos por ano e aproximadamente a mesma quantidade é inalada. Partículas de plástico menores que 130 μm em diâmetro tem o potencial de atravessar tecidos no corpo humano e induzir uma resposta imune localizada, originando monômeros constituinte do plástico, produtos químicos tóxicos adicionados durante a produção e poluentes do meio ambiente que foram absorvidos pelo plástico, incluindo metais pesados, PCBs e DDT

### Flutuabilidade
Aproximadamente metade do material plástico introduzido no ambiente marinho é flutuante, mas a incrustação por organismos pode fazer com que os detritos de plástico afundem no fundo do mar, onde podem interferir nas espécies que vivem nos sedimentos e nos processos de troca gasosa sedimentares. Vários fatores contribuem para a flutuabilidade do microplástico, incluindo a densidade do plástico que ele é composto, bem como o tamanho e a forma dos próprios fragmentos de microplástico. Os microplásticos também podem formar uma camada flutuante de biofilme na superfície do oceano. Mudanças na flutuabilidade em relação à ingestão de microplásticos foram claramente observadas em autótrofos porque a absorção pode interferir na fotossíntese e nos níveis de gás subsequentes. No entanto, esse problema é mais importante para detritos plásticos maiores.
| Tipo de Plástico               | Abreviação | Densidade (g/cm3) |
| Poliestireno                   | PS         | 1.04-1.08         |
| Poliestireno expandido         | EPS        | 0.01-0.04         |
| Polietileno de baixa-densidade | LDPE       | 0.94-0.98         |
| Polietileno de alta-densidade  | HDPE       | 0.94-0.98         |
| Poliamida                      | PA         | 1.13-1.16         |
| Polipropileno                  | PP         | 0.85-0.92         |
| Acronitrila-butadieno-estireno | ABS        | 1.04-1.06         |
| Politetrafluoroetileno         | PTFE       | 2.10-2.30         |
| Acetato de celulose            | CA         | 1.30              |
| Policarbonato                  | PC         | 1.20-1.22         |
| Polimetilmetacrilado           | PMMA       | 1.16-1.20         |
| Cloreto de polivinila          | PVC        | 1.38-1.41         |
| Polietileno tereftalato        | PET        | 1.38-1.41         |

### Poluentes orgânicos persistentes
As partículas de plástico podem concentrar e transportar compostos orgânicos sintéticos (por exemplo, poluentes orgânicos persistentes, POPs), comumente presentes no ambiente e na água do mar, estando em sua superfície por meio de adsorção. Microplásticos podem atuar como transportadores para a transferência de POPs do meio ambiente para os organismos.

## Adsorção de poluentes
Um dos potenciais problemas que microplásticos podem causar ao meio ambiente é a concentração de poluentes presentes em ambientes aquáticos pela sua adsorção na superfície dos microplásticos. Segundo a IUPAC, Adsorção é "um aumento na concentração de uma substância dissolvida na interface entre uma fase condensada e uma fase líquida devido à operação de forças superficiais. Pesquisas apontam que vários poluentes como metais pesados, óleo lubrificante, antibióticos e bisfenóis podem ser adsorvidos por microplásticos e assim serem concentrados em sua superfície. Uma consequência da adsorção de poluentes na superfície de microplásticos é a dessorção destes poluentes no caso da ingestão dos microplásticos, possibilitando a entrada do poluente na cadeia alimentar.

## Onde microplásticos podem ser encontrados

### Oceanos
Microplásticos comumente adentram ambientes aquáticos por meio de canais de água que acabam por conectar fontes poluentes como descarregamentos industriais, poeira (carregada com partículas de microplásticos) e deterioração da tinta que compõe as pinturas nas rodovias e ruas de cidades, que acaba por ser escoada por meio de chuva.  Segundo informações publicadas pela Ocean Conservancy, China, Indonésia, Filipinas, Tailândia e Vietnã são os países responsáveis por despejar mais plásticos no oceano que todos os países em conjunto.  Foi estimado, em 2018, que há aproximados 270 mil toneladas de microplásticos em todo o oceano do mundo.
Pelo fato de serem altamente explorados, o ambiente marinho sofre exposição constante à contaminação por microplásticos. As vias de contaminação podem ser diversas, desde o despejamento indevido de resíduos industriais, despejamento de esgoto e lixo depositado por humanos em praias, que, por sua vez, são levados por meio de correntes aéreas para o mar.

### Geleiras
Estudos conduzidos pelo Institute for Marine and Antarctic Studies demonstram, que desde 2009, amostras de microplástico foram detectadas em núcleos de gelo coletados para estudo. As 96 partículas detectadas (de 14 diferentes tipos de microplásticos) pelo estudo apresentam tamanho grande, o que indica que, provavelmente, são advindas de fontes locais

### Ambientes dulcícolas
Nos Estados Unidos, microplásticos foram detectados em todos os Grandes Lagos em uma concentração de 43.000 partículas/km². No Canadá, mais especificamente no Lago Winnipeg, foi descoberta uma concentração de 193.420 partículas/km². Em grande parte, a detecção desses microplásticos de ambientes dulcícolas era advinda da quebra de plásticos maiores. O lugar de maior concentração de microplásticos já registrado foi o rio Rhine, que atravessa a Alemanha, apresentando algo em torno de 4.000 partículas/kg de água.

### Ambientes marinhos
Devido à sua onipresença no meio ambiente, os microplásticos estão difundidos entre as diferentes matrizes. Em ambientes marinhos, microplásticos foram evidenciados em praias arenosas, águas superficiais, em colunas d'água e sedimentos do fundo do mar. Ao alcançar ambientes marinhos, o destino dos microplásticos fica sujeito a fenômenos que ocorrem naturalmente, como ventos e correntes oceânicas superficiais. Modelos numéricos são capazes de rastrear pequenos detritos plásticos (micro e mesoplásticos) à deriva no oceano, prevendo assim seu destino.

### Solo terrestre
É estimado que uma porção significante de microplásticos acabem no solo terrestre, porém poucas pesquisas sobre microplásticos no solo fora de ambientes aquáticos foram conduzidas. Em regiões pantanosas, foi descoberto que as concentrações de microplásticos exibem uma correlação negativa com a cobertura vegetal e densidade dos caules. Existe certa especulação de que microplásticos secundários fibrosos provenientes de máquinas de lavar poderiam acabar no solo através da falha das estações de tratamento de água ao filtrar completamente todas as fibras de microplásticos. Ademais, a fauna geofágica do solo, como minhocas, ácaros e colêmbolos poderiam contribuir para a quantidade de microplásticos secundários presentes no solo, convertendo resíduos plásticos consumidos em microplásticos por meio de processos digestivos. Contudo, são necessárias pesquisas adicionais. Há dados concretos que ligam o uso de materiais de lixo orgânico a fibras sintéticas sendo encontradas no solo; porém, a maioria dos estudos sobre plásticos no solo meramente relatam sua presença e não mencionam sua origem ou quantidade.
Estudos controlados sobre lamas de águas residuais aplicadas em terra contendo fibras (biossólidos) aplicadas ao solo relataram recuperações semiquantitativas das fibras vários anos após a aplicação.

### Ar
Microplásticos transportados pelo ar foram detectados na atmosfera, tanto em ambientes internos quanto em ambientes externos. Em 2019, um estudo descobriu que microplásticos são transportados para áreas remotas através do vento. Em estudo de 2017 encontrou concentrações de microfibras aerotransportadas em ambientes fechados entre 1.0 - 60.0 microfibras por metro cúbico (33% das quais foram identificadas como microplásticos). Outro estudo analisou a presença de microplásticos na poeira das ruas de Teerã e encontrou 2.649 partículas em 10 amostras de poeira, com concentrações variando de 83 a 605 partículas (±10) por 30g de poeira. Microplásticos e microfibras também foram encontrados em amostras de neve. No entanto, assim como nos solos e nos ecossistemas de água doce, são necessários mais estudos para compreender o impacto total e a significância dos microplásticos aerotransportados.

## Filtração
Os sistemas de coleta de águas pluviais ou residuais podem capturar muitos microplásticos que são transportados para estações de tratamento, tornando-se parte do lodo produzido pelas usinas. Essa lama é frequentemente usada como fertilizante agrícola, o que significa que os plásticos entram nos cursos de água através do do escoamento.

## Soluções propostas
Alguns pesquisadores propuseram a incineração de plásticos para usar como fonte de energia, o que é conhecido como recuperação de energia. Ao contrário de perder a energia dos plásticos para a atmosfera em aterros sanitários, esse processo transforma alguns dos plásticos de volta em energia que pode ser usada. Entretanto, ao contrário da reciclagem, esse método não diminui a quantidade de materiais plásticos que é produzida. Portanto, reciclar materiais plásticos é uma opção considerada mais eficiente.
Aumentar a educação através de campanhas de reciclagem é outra solução proposta para a contaminação de microplásticos. Enquanto isso seria uma solução em menor escala, a educação se mostrou eficiente na redução do descarte inadequado de lixo, especialmente em ambientes urbanos onde há, frequentemente, altas concentrações de descarte de plástico. Se os esforços para reciclar aumentarem, um ciclo de uso e reutilização de plástico seria criado para diminuir nossa produção de resíduos e de novas matérias-primas. Para atingir isso, os estados precisariam empregar uma infraestrutura mais forte e investir em reciclagem. Alguns defendem a melhoria da tecnologia de reciclagem para poder reciclar plásticos menores e reduzir a necessidade de produção de novos plásticos. Biodegradação é outra solução para grandes quantidades de descarte de microplástico. Nesse processo, microorganismos consomem e decompõem polímeros sintéticos por meio de enzimas. Esses plásticos poderão então ser utilizados na forma de energia e como uma fonte de carbono, uma vez decompostos. Os micróbios poderiam ser utilizados para tratar água do esgoto, o que diminuiria a quantidade de microplásticos que penetram nos ambientes circundantes.

## Legislação
Com o aumento da conscientização sobre os efeitos prejudiciais dos microplásticos no meio ambiente, grupos ambientalistas estão defendendo a remoção e o banimento dos microplásticos de diversos produtos. Uma dessas campanhas é a “Beat the Microbead”, que foca na remoção de plásticos de produtos de higiene pessoal. Os “Adventures and Scientists for Conservation” lideram o “Global Microplastics Initiative”, um projeto que coleta amostras de água para fornecer aos cientistas melhores dados sobre a dispersão dos microplásticos no meio ambiente. A UNESCO patrocinou pesquisas e programas globais devido à questão transfronteiriça que a poluição por microplásticos abrange. Grupos ambientalistas afirmam que vão continuar pressionando as empresas para remover plásticos de seus produtos, a fim de manter os ecossistemas saudáveis.

### Brasil
Desde 2018 está em tramitação no Senado Federal do Brasil o PLS 263/2018 que tem, dentre seus objetivos a proibição da produção, importação, comercialização e distribuição em território Brasileiro de produtos de beleza e higiene pessoal que contenham microplásticos em sua composição. O projeto já foi aprovado pelas comissões de Direitos Humanos e Legislação Participativa e Comissão de Meio Ambiente do Senador Federal e agora aguarda relatório final na Comissão de Assuntos Econômicos.

### China
A China proibiu a importação de recicláveis de outros países em 2018, forçando-os a reexaminar seus esquemas de reciclagem. O rio Yangtze na China contribui com 55% de todos os resíduos de plástico que vão para os mares. Incluindo microplásticos, o Yangtze carrega em média 500.000 pedaços de plástico por quilômetro quadrado. A Scientific American relatou que a China despeja 30% de todos os plásticos no oceano.

### Estados Unidos
Nos Estados Unidos, alguns estados tomaram medidas para mitigar os efeitos negativos dos microplásticos no ambiente. Illinois foi o primeiro estado estadunidense a proibir cosméticos contendo microplásticos. Em nível nacional, a Lei das Águas Livres de Microesferas proibiu o uso de microesferas de plástico em cosméticos que devem ser enxaguados e que realizam uma função esfoliante, como pasta de dente ou sabonete líquido facial. A lei foi promulgada após ser assinada pelo presidente Barack Obama em 28 de dezembro de 2015. Entretanto, ela não se aplica a produtos com outras funções como limpeza doméstica. A lei entrou em vigor em 1° de julho de 2017, com relação à fabricação, e em 1.º de julho de 2018, com relação à introdução ou entrega para introdução no comércio interestadual. Em 16 de junho de 2020, a Califórnia adotou uma definição de 'microplásticos na água potável', estabelecendo a base para uma abordagem de longo prazo para estudar sua contaminação e efeitos na saúde humana.
Em 25 de julho de 2018, uma emenda de redução de microplástico foi aprovada pela Câmara dos Representantes dos EUA. A legislação, como parte do “Save Our Seas Act” projetada para combater a poluição marinha, visa apoiar o Programa de Detritos Marinhos da NOAA. Em particular, a emenda visa promover o Plano de Ação de Detritos Marinhos Terrestres dos Grandes Lagos da NOAA para aumentar os testes, a limpeza e a educação sobre a poluição por plástico nos Grandes Lagos. O presidente Donald Trump assinou a re-autorização e o projeto de emenda em vigor em 11 de outubro de 2018.

### Japão
Em 15 de junho de 2018, o governo japonês aprovou um projeto de lei com objetivo de reduzir a produção de microplásticos e a poluição, especialmente em ambientes aquáticos. Proposto pelo Ministério do Meio Ambiente e aprovado por unanimidade pela Câmara dos Conselheiros, este também é o primeiro projeto de lei aprovado no país que visa especificamente a redução da produção de microplásticos, especificamente na indústria de cuidados pessoais com produtos como sabonete líquido facial e creme dental. A lei é revisada da legislação anterior, que se concentrava na remoção de detritos marinhos de plástico. A lei também se concentra em aumentar a educação e a consciência pública em torno da reciclagem e do lixo plástico. O Ministério do Meio Ambiente também propôs uma série de recomendações de métodos para monitorar quantidades de microplásticos no oceano (Recommendations, 2018). No entanto, a legislação não especifica nenhuma penalidade para quem continuar fabricando produtos com microplásticos.

### União Europeia[113]
A Comissão Europeia notou a crescente preocupação com o impacto dos microplásticos no meio ambiente. Em abril de 2018, o Grupo de Conselheiros Científicos da Comissão Europeia encomendou uma revisão abrangente das evidências científicas sobre a poluição por microplásticos por meio do Mecanismo de Aconselhamento Científico da UE. A análise das evidências foi conduzida por um grupo de trabalho indicado pelas academias europeias e entregue em janeiro de 2019. Um parecer científico baseado no relatório da SAPEA foi apresentado para à Comissão em 2019, e com base nesse relatório a Comissão irá considerar se as alterações políticas devem ser propostas a nível europeu para reduzir a poluição por microplásticos. Em janeiro de 2019, a European Chemicals Agency (ECHA) propôs restringir os microplásticos adicionados intencionalmente.
O Plano de Ação da Economia Circular da Comissão Europeia estabelece requisitos obrigatórios para a reciclagem e redução de resíduos de produtos essenciais, por exemplo, embalagens de plástico. O plano inicia o processo para restringir a adição de microplásticos nos produtos. Ele exige medidas para capturar mais microplásticos em todos os estágios do ciclo de vida de um produto. Por exemplo. o plano examinaria diferentes políticas que visam reduzir a liberação de microplásticos secundários de pneus e têxteis. A Comissão Europeia planeja atualizar a Diretiva de Tratamento de Águas Residuais Urbanas para abordar ainda mais os resíduos microplásticos e outras poluições. Eles visam proteger o meio ambiente da descarga de águas residuais industriais e urbanas. A Comissão Europeia planeja atualizar a Diretiva de Tratamento de Águas Residuais Urbanas para abordar ainda mais os resíduos microplásticos e outras poluições. Eles visam proteger o meio ambiente da descarga de águas residuais industriais e urbanas. Uma revisão da Diretiva de Água Potável da UE foi provisoriamente aprovada para garantir que os microplásticos sejam monitorados regularmente na água potável. Ela exigiria que os países propusessem soluções se um problema fosse encontrado.

### Reino Unido
Os Regulamentos de Proteção Ambiental de 2017 proíbem a produção de quaisquer produtos de higiene pessoal enxaguáveis (como esfoliantes) contendo microesferas. Esta lei denota penalidades específicas quando não é obedecida. Quem descumprir terá de pagar multa. Caso a multa não seja paga, os fabricantes dos produtos podem receber um aviso de parada, o que impede o fabricante de continuar a produção até que tenham seguido a regulamentação que impede o uso de microesferas. O processo penal pode ocorrer se o aviso de parada for ignorado.
No dia nove de janeiro de 2018, o banimento da produção de cosméticos contendo microplásticos entrou em vigor.

## Ações Para Criar Conscientização
Em 11 de Abril de 2013, com o intuito de criar conscientização, a artista italiana Maria Cristina Finucci fundou a The Garbage Patch State, sob o patrocínio da UNESCO e do Ministério do Meio Ambiente italiano.
A Agência de Proteção Ambiental dos Estados Unidos (EPA) lançou sua iniciativa de “Águas Livres de Lixo” em 2013 para evitar que resíduos plásticos descartáveis acabem nos cursos d'água e, consequentemente, no oceano. A EPA colabora com o Programa das Nações Unidas para o Meio Ambiente–Programa Caribenho para o Meio Ambiente (UNEP-CEP) e o Corpo da Paz para reduzir e também remover lixo no Mar das Caraíbas. A EPA também fundou vários projetos na área da Baía de São Francisco, incluindo um que visa reduzir o uso de plásticos descartáveis como copos, colheres e canudos descartáveis em três campi da Universidade da Califórnia.
Além disso, há muitas organizações defendendo ações para enfrentar microplásticos, e isso está espalhando conscientização sobre os microplásticos Um desses grupos é a Florida Microplastic Awareness Project (FMAP), um grupo de voluntários que procuram por microplásticos em amostras de águas costeiras. Há também uma maior defesa global com o objetivo de atingir a meta do Objetivo de Desenvolvimento Sustentável 14 das Nações Unidas, que espera prevenir e reduzir significativamente todas as formas de poluição marinha até 2025.

## Limpeza
A modelagem por computador feita pela The Ocean Cleanup, uma fundação holandesa, sugeriu que os dispositivos de coleta colocados mais perto da costa podem remover cerca de 31% dos microplásticos na área. Além disso, algumas bactérias se adaptaram para comer plástico e algumas espécies de bactérias foram geneticamente modificadas para comer certos tipos de plásticos.
Em 9 de setembro de 2018, a The Ocean Cleanup lançou o primeiro sistema de limpeza dos oceanos do mundo, 001, também conhecido como "Wilson", que está sendo implantado na Grande Ilha de Lixo do Pacífico. O sistema 001 tem 600 metros de comprimento e atua como um esquife em forma de U que usa correntes oceânicas naturais para concentrar plástico e outros detritos na superfície do oceano em uma área confinada para extração por navios. O projeto foi recebido com críticas de oceanógrafos e especialistas em poluição por plástico, embora tenha obtido amplo apoio público.

### Financiamento
A The Clean Oceans Initiative é um projeto lançado em 2018 pelas instituições públicas Banco Europeu de Investimento, Agence Française de Développement e KfW Entwicklungsbank. As organizações fornecerão até 2 bilhões de euros em empréstimos, doações e assistência técnica até 2023 para desenvolver projetos que removem a poluição dos cursos de água (com foco em macroplásticos e microplásticos) antes que ela atinja os oceanos.